# Dolores Hart

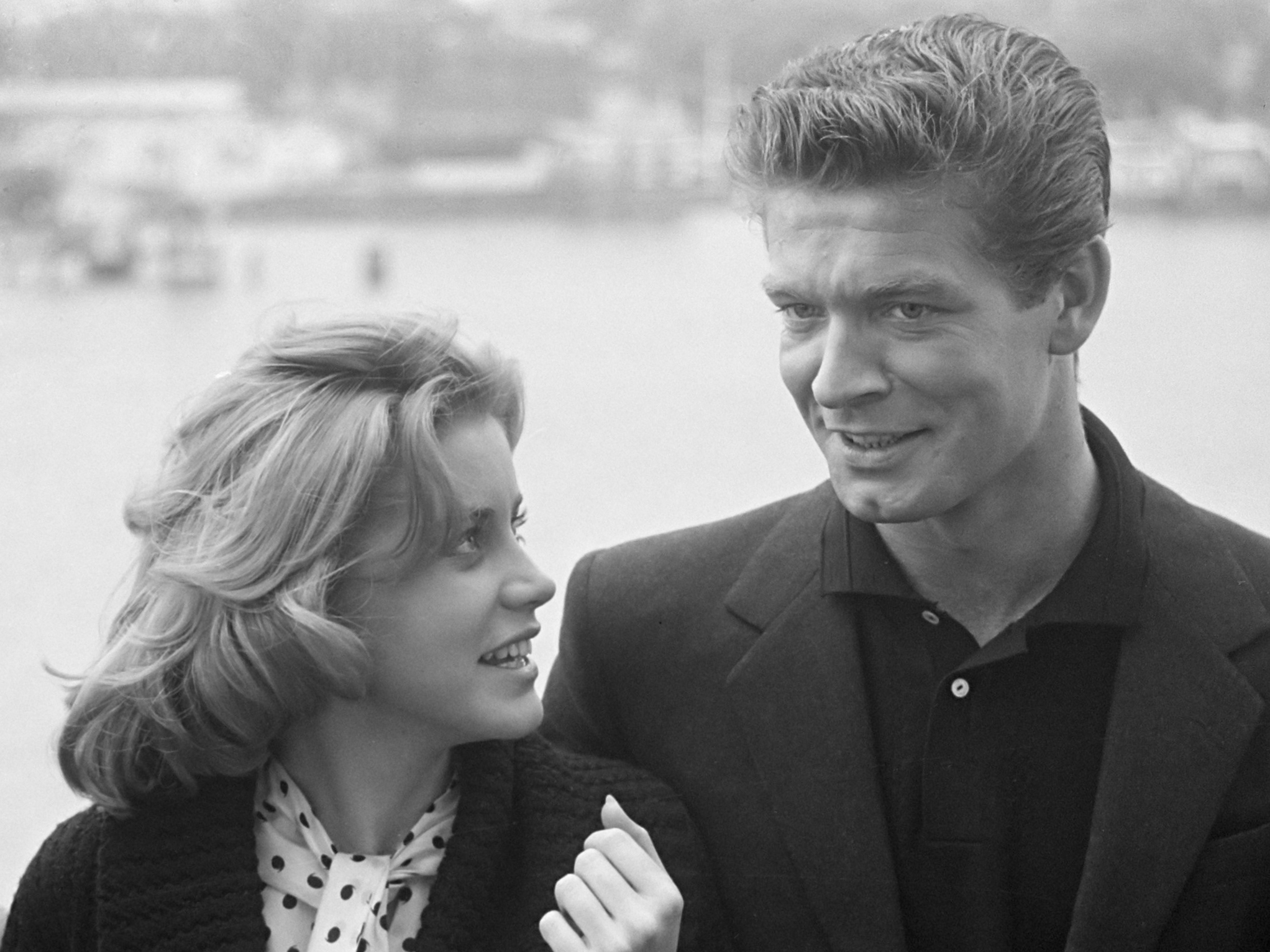
Amb Stephen Boyd el 1961

Dolores Hart (Dolores Hicks, Chicago, Illinois, 20 d'octubre de 1938) va ser una actriu estatunidenca i avui és religiosa de l'orde benedictí de l'Església catòlica.
Va participar en deu pel·lícules en 5 anys, actuant al costat de Stephen Boyd, Montgomery Clift, George Hamilton i Robert Wagner, havent debutat al cinema amb Elvis Presley en el film Loving You (1957).

## Biografia
Dolores Hicks és l'única filla de l'actor Bert Hicks i la seva esposa, que, malgrat ser catòlics, es van divorciar. El cantant i actor Mario Llanza estava casat amb la tia seva. Va ser el seu avi, empleat d'una sala de cinema i a qui acudia per consolar-se dels problemes maritals dels seus pares, qui va influir en Dolores perquè es decidís a seguir la carrera d'actriu.
El 1956, amb el nom artístic de «Dolores Hart», va treballar com a actriu secundària en la pel·lícula Loving You, el 1957, interpretant el paper de pretendent d'Elvis Presley. Després d'aquesta aparició, Hart va començar a ser requerida en diverses produccions i va fer un parell de pel·lícules més abans de tornar a actuar amb Presley en King Creole (1958). Posteriorment va debutar a Broadway, guanyant un Premi World Theatre, així com una nominació al Premi Tony com a millor actriu revelació pel seu paper en The pleasure of his company.
El 1960, va representar el paper principal femení en la pel·lícula Where the Boys Are, comèdia adolescent sobre estudiants universitaris durant les vacances d'estiu, que es va convertir en obra de culte per als seus seguidors. En la pel·lícula, representa una estudiant que lluita per trobar-se a si mateixa en enfrontar-se a la seva recentment descoberta sexualitat i popularitat amb el sexe oposat. Va protagonitzar altres quatre pel·lícules, incloent-hi un paper principal en Lisa, basada en una novel·la de Jan de Hartog. Va ser nominada al Globus d'Or a la millor pel·lícula dramàtica. El seu últim paper va ser amb Hugh O'Brian en Come Fly with Me (1963). En aquest moment, va decidir deixar la indústria cinematogràfica i, després de trencar el seu compromís amb l'empresari de Los Angeles Don Robinson als 25 anys, va professar com a monja en l'abadia benedictina de Regina Laudis a Bethlehem, Connecticut, i arribà a ser abadessa del convent. Ara canta en llatí vuit vegades al dia.
El 2006, va tornar a Hollywood, després de 43 anys en el monestir, amb la finalitat de cridar l'atenció sobre la neuropatia idiopàtica perifèrica, un mal neurològic que afligeix molts nord-americans, ella mateixa inclosa.
A més de ser abadessa, la reverenda mare Dolores Hart és l'única monja amb dret a vot dels Premis Oscar de l'Acadèmia de Ciències i Arts Cinematogràfiques dels Estats Units.
El 2012 va tornar novament a Hollywood, ja que l'Acadèmia de Ciències i Arts Cinematogràfiques va nominar als Premis Oscar el documental sobre la seva vida, God is the Bigger Elvis, que es retransmet per la cadena HBO.

## Filmografia
Filmografia:
- God is the Bigger Elvis (2011): Dolores Hart
- Come Fly with Me (1963): Donna Stuart
- Lisa (1962): Lisa Held
- Sail a Crooked Ship (1961): Elinor Harrison
- Francis of Assisi (1961): Clare
- Where the Boys Are (1960): Merritt Andrews
- The Plunderers (1960): Ellie Walters
- King Creole (1958): Nellie
- Lonelyhearts (1958): Justy Sargent
- Wild Is the Wind (1958): Angie
- Loving You (1957): Susan Jessup